# Nikita Andrejewitsch Totschizki
Nikita Andrejewitsch Totschizki (russisch Никита Андреевич Точицкий; * 17. August 1991 in Leningrad, Russische SFSR) ist ein russischer Eishockeyspieler, der seit Juni 2017 erneut beim HK Sotschi in der Kontinentalen Hockey-Liga unter Vertrag stand.

## Karriere
Nikita Totschizki begann seine Karriere als Eishockeyspieler in seiner Heimatstadt in der Nachwuchsabteilung des SKA Sankt Petersburg, für dessen zweite Mannschaft er von 2007 bis 2009 in der drittklassigen Perwaja Liga aktiv war. In den folgenden beiden Jahren spielte er für die Juniorenmannschaft SKA-1946 Sankt Petersburg in der multinationalen Nachwuchsliga Molodjoschnaja Chokkeinaja Liga. In der Saison 2010/11 nahm er am All-Star Game der MHL teil.
Zur Saison 2011/12 wurde der Center von Witjas Tschechow verpflichtet, für dessen Profimannschaft er in der Folge in der Kontinentalen Hockey-Liga auf dem Eis stand. Im Juni 2012 wechselte er im Tausch gegen Pawel Tschernow zu Atlant Mytischtschi. Für Atlant absolvierte er in der Folge 51 KHL-Partien, in denen ihm 9 Scorerpunkte gelangen. Über Torpedo Nischni Nowgorod kam er Ende Oktober 2013 zum HK Sibir Nowosibirsk, für den er bis Dezember 2014 spielte.

## Erfolge und Auszeichnungen
- 2011 MHL All-Star Game
- 2011 KHL-Rookie des Monats Oktober